# Canton de Cernay
Le canton de Cernay est une circonscription électorale française située dans le département du Haut-Rhin et la région Grand Est.

## Histoire
Un nouveau découpage territorial du Haut-Rhin entre en vigueur à l'occasion des élections départementales de 2015. Il est défini par le décret du 21 février 2014, en application des lois du 17 mai 2013 (loi organique 2013-402 et loi 2013-403). Les conseillers départementaux sont, à compter de ces élections, élus au scrutin majoritaire binominal mixte. Les électeurs de chaque canton élisent au Conseil départemental, nouvelle appellation du Conseil général, deux membres de sexe différent, qui se présentent en binôme de candidats. Les conseillers départementaux sont élus pour 6 ans au scrutin binominal majoritaire à deux tours, l'accès au second tour nécessitant 12,5 % des inscrits au 1er tour. En outre la totalité des conseillers départementaux est renouvelée. Ce nouveau mode de scrutin nécessite un redécoupage des cantons dont le nombre est divisé par deux avec arrondi à l'unité impaire supérieure si ce nombre n'est pas entier impair, assorti de conditions de seuils minimaux. Dans le Haut-Rhin, le nombre de cantons passe ainsi de 31 à 17.
Le canton de Cernay est maintenu mais élargi de 11 à 32 communes issues des anciens cantons de Cernay (6 communes), de Masevaux (1 commune), de Saint-Amarin (15 communes) et de Thann (10 communes). Le territoire du canton est entièrement inclus dans l'arrondissement de Thann-Guebwiller. Le bureau centralisateur est situé à Cernay.

## Représentation

### Conseillers généraux de 1833 à 1871 et de 1919 à 2015
| Période | Période      | Identité                                   | Étiquette                      | Qualité |
| ------- | ------------ | ------------------------------------------ | ------------------------------ | --- |
| 1833    | 1856 (décès) | François Antoine Struch                    | Gauche puis Républicain modéré | Propriétaire - Maire de Lutterbach Député (1839-1842 et 1846-1849)                                            |
| 1856    | 1870         | Baron Joseph Antoine Jean Baptiste de Gohr |                                | Ancien Chambellan du Roi de Bavière Ancien page de Napoléon Ier Maire de Wattwiller                           |
|         |              |                                            |                                | |
| 1919    | 1925         | Joseph Louis Rust                          | URD                            | Médecin Président du Théâtre Alsacien à Mulhouse                                                              |
| 1925    | 1940         | Joseph Rémy                                | UPR Centriste                  | Notaire à Cernay                                                                                              |
|         |              |                                            |                                | |
| 1945    | 1951         | Henri Kauffmann                            | MRP                            | Conseiller municipal de Cernay                                                                                |
| 1951    | 1958         | Xavier Herrgott (1913-1984)                | RPF puis RS                    | Ingénieur Maire de Cernay (1953-1973)                                                                         |
| 1958    | 1970         | Jules Ebner                                | MRP puis CD                    | Maire de Wittelsheim (1947-1971)                                                                              |
| 1970    | 1976         | Gilbert Michel                             | CD                             | Médecin |
| 1976    | 1982         | Fernand Weber                              | PS                             | Chef d'établissement Conseiller municipal de Cernay                                                           |
| 1982    | 1993 (décès) | Gilbert Michel                             | UDF                            | Médecin Maire de Cernay                                                                                       |
| 1993    | 2008         | Charles Wilhelm                            | UDF                            | Ancien mineur Conseiller municipal puis maire (1994-1995) de Wittelsheim                                      |
| 2008    | 2015         | Pierre Vogt                                | DVG                            | Professeur de sport retraité Ancien maire de Wittelsheim (1995-2001) Elu en 2015 dans le Canton de Wittenheim |

### Conseillers d'arrondissement (de 1833 à 1871 et de 1919 à 1940)
Le canton de Cernay appartenait jusqu'en 1871  à l'arrondissement de Belfort.
| Période                                  | Période      | Identité                        | Étiquette | Qualité |
| ---------------------------------------- | ------------ | ------------------------------- | --------- | --- |
| 1833                                     | 1848         | Jean Érasme Heuchel (1785-1851) |           | Propriétaire, maire d'Uffholtz                                                                              |
|                                          |              |                                 |           | |
| 1919                                     | 1934         | Charles Schemmel                | Ind.      | Propriétaire et négociant à Cernay, Secrétaire du Syndicat des réfugiés                                     |
| 1922                                     | 1926 (décès) | Ignace Sester-Krust (1858-1926) |           | Propriétaire, cultivateur, maire de Schweighouse                                                            |
| 1926                                     | 1940         | Édouard Silbermann (1880-1948)  | Ind. UPR  | Agriculteur, maire de Burnhaupt-le-Bas (1919-1945)                                                          |
| 1934                                     | 1940         | Marcel Kauffmann                | UPR       | Maire de Wittelsheim                                                                                        |
| 1940                                     |              |                                 |           | Les conseils d'arrondissement ont été suspendus par la loi du 12 octobre 1940 et n'ont jamais été réactivés |
| Les données manquantes sont à compléter. |              |                                 |           | |

### Conseillers départementaux à partir de 2015
| Période élective | Période élective | Mandat | Mandat           | Identité               | Nuance | Nuance | Qualité |
| ---------------- | ---------------- | ------ | ---------------- | ---------------------- | ------ | ------ | --- |
| 2015             | 2017             | 2015   | 2017             | Annick Lutenbacher     |        | LR     | Maire de Fellering                                                                                         |
| 2015             | 2017             | 2015   | 2017 (démission) | Raphaël Schellenberger |        | LR     | Maire de Wattwiller Elu député en 2017                                                                     |
| 2018             | 2021             | 2018   | 2021             | Annick Lutenbacher     |        | LR     | Maire de Fellering Vice-Présidente/rapporteure de la commission agriculture, environnement et cadre de vie |
| 2018             | 2021             | 2018   | 2021             | Pascal Ferrari         |        | DVD    | Chef d'entreprise 1er adjoint au Maire de Bitschwiller-lès-Thann                                           |
| 2021             | 2028             | 2021   | en cours         | Annick Luttenbacher    |        | LR     | Conseillère sortante                                                                                       |
| 2021             | 2028             | 2021   | en cours         | Raphaël Schellenberger |        | LR     | Député |

À l'issue du 1er tour des élections départementales de 2015, deux binômes sont en ballotage : Annick Lutenbacher et Raphaël Schellenberger (Union de la Droite, 36,15 %) et Stéphanie Faesch et Serge Klein (FN, 31,92 %). Le taux de participation est de 48,32 % (18 386 votants sur 38 052 inscrits) contre 47,8 % au niveau départemental et 50,17 % au niveau national.
Au second tour, Annick Lutenbacher et Raphaël Schellenberger (Union de la Droite) sont élus avec 64,58 % des suffrages exprimés et un taux de participation de 46,66 % (10 483 voix pour 17 754 votants et 38 052 inscrits).

## Composition

### Composition avant 2015
Le canton de Cernay regroupait 11 communes.

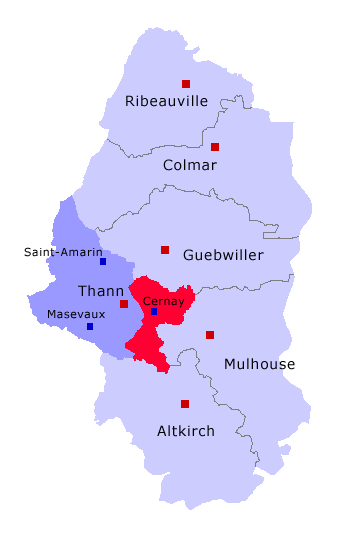
Représentation du canton de Cernay au sein de l'arrondissement de Thann et du département du Haut-Rhin jusqu'en 2015.

| Nom                | Code Insee | Codepostal | Superficie (km2) | Population (dernière pop. légale) | Densité (hab./km2) |
| ------------------ | ---------- | ---------- | ---------------- | --------------------------------- | ------------------ |
| Cernay (chef-lieu) | 68063      | 68700      | 18,04            | 11 398 (2012)                     | 632                |
| Aspach-le-Bas      | 68011      | 68700      | 8,01             | 1 302 (2012)                      | 163                |
| Bernwiller         | 68031      | 68210      | 7,6              | 658 (2012)                        | 87                 |
| Burnhaupt-le-Bas   | 68059      | 68520      | 11,77            | 1 826 (2012)                      | 155                |
| Burnhaupt-le-Haut  | 68060      | 68520      | 12,49            | 1 677 (2012)                      | 134                |
| Schweighouse-Thann | 68302      | 68520      | 10,78            | 725 (2012)                        | 67                 |
| Staffelfelden      | 68321      | 68850      | 7,42             | 3 683 (2011)                      | 496                |
| Steinbach          | 68322      | 68700      | 6,09             | 1 356 (2012)                      | 223                |
| Uffholtz           | 68342      | 68700      | 11,91            | 1 580 (2012)                      | 133                |
| Wattwiller         | 68359      | 68700      | 13,61            | 1 731 (2012)                      | 127                |
| Wittelsheim        | 68375      | 68310      | 23,63            | 10 335 (2011)                     | 437                |

### Composition depuis 2015
Après le redécoupage cantonal de 2014, le canton de Cernay comprend trente-deux communes.
À la suite de la création la commune nouvelle d'Aspach-Michelbach au 1er janvier 2016 par regroupement entre Aspach-le-Haut et Michelbach, le canton comporte désormais 31 communes.
| Nom                            | Code Insee | Intercommunalité                | Superficie (km2) | Population (dernière pop. légale) | Densité (hab./km2) | Modifier                                    |
| ------------------------------ | ---------- | ------------------------------- | ---------------- | --------------------------------- | ------------------ | ------------------------------------------- |
| Cernay (bureau centralisateur) | 68063      | CC de Thann-Cernay              | 18,04            | 11 737 (2022)                     | 651                | modifier les données · modifier les données |
| Aspach-le-Bas                  | 68011      | CC de Thann-Cernay              | 8,01             | 1 273 (2022)                      | 159                | modifier les données · modifier les données |
| Aspach-Michelbach              | 68012      | CC de Thann-Cernay              | 12,03            | 1 754 (2022)                      | 146                | modifier les données · modifier les données |
| Bitschwiller-lès-Thann         | 68040      | CC de Thann-Cernay              | 12,64            | 1 995 (2022)                      | 158                | modifier les données · modifier les données |
| Bourbach-le-Bas                | 68045      | CC de Thann-Cernay              | 6,04             | 555 (2022)                        | 92                 | modifier les données · modifier les données |
| Bourbach-le-Haut               | 68046      | CC de Thann-Cernay              | 6,86             | 413 (2022)                        | 60                 | modifier les données · modifier les données |
| Fellering                      | 68089      | CC de la Vallée de Saint-Amarin | 21,29            | 1 585 (2022)                      | 74                 | modifier les données · modifier les données |
| Geishouse                      | 68102      | CC de la Vallée de Saint-Amarin | 7,28             | 429 (2022)                        | 59                 | modifier les données · modifier les données |
| Goldbach-Altenbach             | 68106      | CC de la Vallée de Saint-Amarin | 9,14             | 268 (2022)                        | 29                 | modifier les données · modifier les données |
| Husseren-Wesserling            | 68151      | CC de la Vallée de Saint-Amarin | 5,09             | 1 032 (2022)                      | 203                | modifier les données · modifier les données |
| Kruth                          | 68171      | CC de la Vallée de Saint-Amarin | 22,06            | 883 (2022)                        | 40                 | modifier les données · modifier les données |
| Leimbach                       | 68180      | CC de Thann-Cernay              | 3,57             | 928 (2022)                        | 260                | modifier les données · modifier les données |
| Malmerspach                    | 68199      | CC de la Vallée de Saint-Amarin | 2,66             | 484 (2022)                        | 182                | modifier les données · modifier les données |
| Mitzach                        | 68211      | CC de la Vallée de Saint-Amarin | 6,41             | 377 (2022)                        | 59                 | modifier les données · modifier les données |
| Mollau                         | 68213      | CC de la Vallée de Saint-Amarin | 8,82             | 334 (2022)                        | 38                 | modifier les données · modifier les données |
| Moosch                         | 68217      | CC de la Vallée de Saint-Amarin | 15,25            | 1 612 (2022)                      | 106                | modifier les données · modifier les données |
| Oderen                         | 68247      | CC de la Vallée de Saint-Amarin | 19,12            | 1 229 (2022)                      | 64                 | modifier les données · modifier les données |
| Rammersmatt                    | 68261      | CC de Thann-Cernay              | 5,47             | 224 (2022)                        | 41                 | modifier les données · modifier les données |
| Ranspach                       | 68262      | CC de la Vallée de Saint-Amarin | 11,40            | 778 (2022)                        | 68                 | modifier les données · modifier les données |
| Roderen                        | 68279      | CC de Thann-Cernay              | 7,16             | 906 (2022)                        | 127                | modifier les données · modifier les données |
| Saint-Amarin                   | 68292      | CC de la Vallée de Saint-Amarin | 11,61            | 2 184 (2022)                      | 188                | modifier les données · modifier les données |
| Schweighouse-Thann             | 68302      | CC de Thann-Cernay              | 10,78            | 745 (2022)                        | 69                 | modifier les données · modifier les données |
| Steinbach                      | 68322      | CC de Thann-Cernay              | 6,09             | 1 357 (2022)                      | 223                | modifier les données · modifier les données |
| Storckensohn                   | 68328      | CC de la Vallée de Saint-Amarin | 5,10             | 187 (2022)                        | 37                 | modifier les données · modifier les données |
| Thann                          | 68334      | CC de Thann-Cernay              | 12,51            | 7 769 (2022)                      | 621                | modifier les données · modifier les données |
| Uffholtz                       | 68342      | CC de Thann-Cernay              | 11,91            | 1 631 (2022)                      | 137                | modifier les données · modifier les données |
| Urbès                          | 68344      | CC de la Vallée de Saint-Amarin | 12,68            | 437 (2022)                        | 34                 | modifier les données · modifier les données |
| Vieux-Thann                    | 68348      | CC de Thann-Cernay              | 5,11             | 2 874 (2022)                      | 562                | modifier les données · modifier les données |
| Wattwiller                     | 68359      | CC de Thann-Cernay              | 13,61            | 1 648 (2022)                      | 121                | modifier les données · modifier les données |
| Wildenstein                    | 68370      | CC de la Vallée de Saint-Amarin | 9,86             | 157 (2022)                        | 16                 | modifier les données · modifier les données |
| Willer-sur-Thur                | 68372      | CC de Thann-Cernay              | 18,00            | 1 758 (2022)                      | 98                 | modifier les données · modifier les données |
| Canton de Cernay               | 6803       |                                 | 325,60           | 49 543 (2022)                     | 152                | modifier les données                        |

## Démographie

### Démographie avant 2015
| 1962   | 1968   | 1975   | 1982   | 1990   | 1999   | 2006   | 2011   | 2012   |
| ------ | ------ | ------ | ------ | ------ | ------ | ------ | ------ | ------ |
| 27 221 | 28 132 | 29 885 | 31 483 | 32 472 | 33 529 | 35 174 | 36 261 | 36 553 |

### Démographie depuis 2015
En 2022, le canton comptait 49 543 habitants, en évolution de −1,48 % par rapport à 2016 (Haut-Rhin : +0,66 %, France hors Mayotte : +2,11 %).
| 2013   | 2018   | 2022   |
| ------ | ------ | ------ |
| 50 706 | 49 587 | 49 543 |